# Al-Damun
Al-Damun (Arabisk:الدامون) var en palæstinensisk landsby, beliggende omkring 1,5 kilometer fra Akko, som blev affolket følgende den arabisk-israelske krig i 1948.
I 1945 havde byen en befolkning på 1.310, fortrinsvis muslimske arabere. Landsbyen grænsede op til al-Na'amin floden, som blev brugte som kilde til kunstvanding og drikkevand gennem indstllerede brønde.
Al-Damun havde en grundskole for drenge, som blev grundlagt af tyrkerne i 1886, og en berømt moske.

## Arkæologiske steder
Al-Damun har en khirba (høj) som rummer fundamenterne til en mur, befæstninger og en brønd.

## Okkupation og etnisk udrensning
Landsbyen blev erobret den 16. july 1948 af israelske styrker fra Sheva Brigaden under Operation Dekel.Den blev fuldstændigt ødelagt kort efter besættelsen og dens indbyggere blev etnisk udrenset.